# همونغ (شعب)
الهمونغ (بالإنجليزية: Hmong people)‏ هم مجموعة عرقية في شرق وجنوب شرق آسيا، يقيمون أساسًا في المناطق الجبلية في جنوب الصين وفيتنام ولاوس وتايلاند. ويشكلون إحدى المجموعات الفرعية لشعب المياو. كما أصبحوا عضوًا في منظمة الأمم والشعوب غير الممثلة منذ سنة 2007.
خلال حربي الهند الصينية الأولى والثانية، جندت كلا من فرنسا ووكالة المخابرات المركزية الأمريكية الآلاف من الهمونغ في لاوس، لمواجهة قوات من شمال وجنوب فيتنام ومتمردي الباثيت لاو الشيوعية. هذه العملية عرفت باسم الحرب السرية.